# Pascoea bimaculata
Pascoea bimaculata är en skalbaggsart som först beskrevs av Raffaello Gestro 1876.  Pascoea bimaculata ingår i släktet Pascoea och familjen långhorningar. Inga underarter finns listade i Catalogue of Life.